# عشيرة إسكتلندية

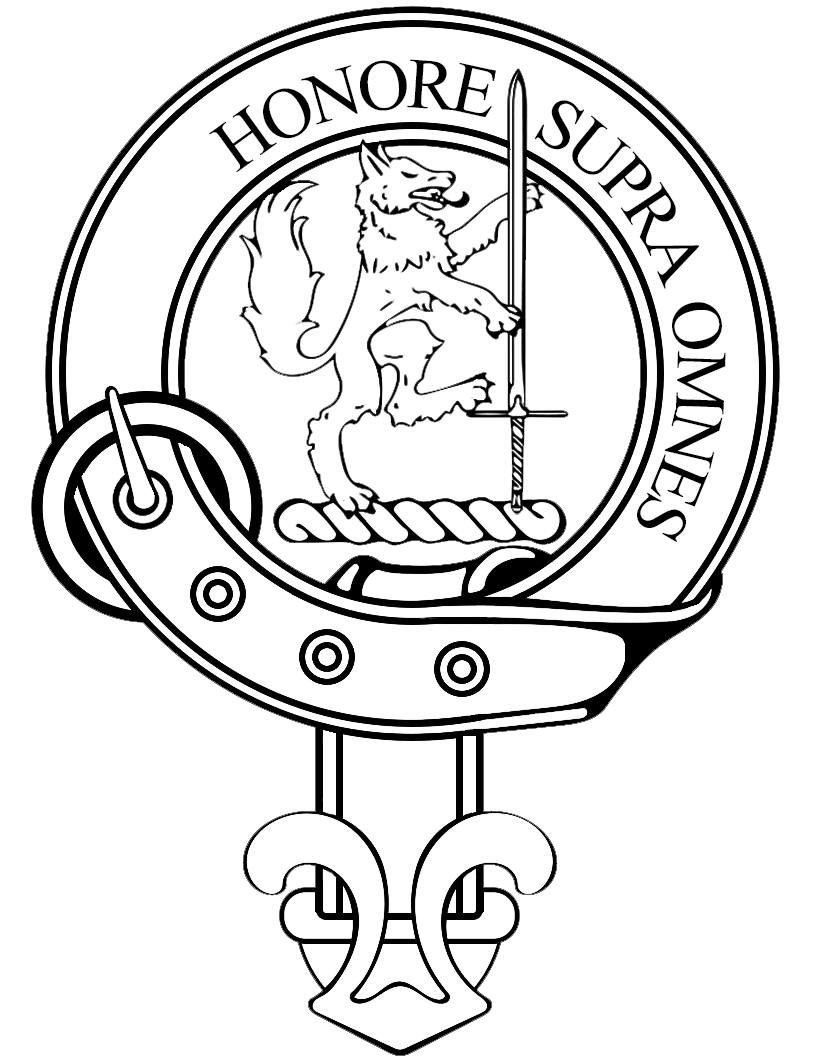
شارة عشيرة ستريكلر الإسكتلندية

العشيرة الإسكتلندية (مشتقة من الكلمة الجودية clann، وتعني حرفيًا «أطفال»، وبشكل أعم «أقرباء») هي جماعة قرابة بين الشعب الإسكتلندي. تُعطي العشائر شعورًا بالهوية والنسب المشتركين للأعضاء، وأصبحت تملك في العصور الحديثة هيكلًا رسميًا تعترف به محكمة اللورد ليون، التي تنظم أعلام النبلاء وشعارات النبالة الإسكتلندية. تملك معظم العشائر أنماط طرطان خاصة بهم، يعود تاريخها غالبًا إلى القرن التاسع عشر، ويمكن للأعضاء إدراجها في الكلت أو الملابس الأخرى.
نشر المؤلف الإسكتلندي السير والتر سكوت، بعد تأثير الآخرين عليه، الصورة الحديثة للعشائر، كل منها مع الطرطان الخاص بها وأرضها المحددة. من الناحية التاريخية، ارتبطت تصاميم الطرطان بمقاطعات المنخفضات والمرتفعات إذ مال نسّاجيها إلى إنتاج أنماط القماش المفضلة في تلك المناطق. وتبع ذلك، من خلال عملية التطور الاجتماعي، ارتداء العشائر/الأسر البارزة في منطقة معينة طرطان تلك المنطقة، كان هذا خطوة قصيرة لذلك المجتمع ليصبح معرفًا بها.
لدى العديد من العشائر زعيم عشيرة خاص بها؛ وتُعرف العشائر التي ليس لديها باسم عشائر أرميجروس. تُحدد العشائر عمومًا بالمناطق الجغرافية التي سيطر عليها مؤسسوها في الأصل، وأحيانًا بقلعة الأسلاف والتجمعات العشائرية، التي تُشكل جزءًا منتظمًا من المشهد الاجتماعي. يُعد تجمع عام 2009 في إدنبرة أبرز حدث عشائري في الآونة الأخيرة، الذي جذب 47,000 مشاركًا على الأقل من مختلف أنحاء العالم.
هناك مفهوم خاطئ شائع أن كل شخص يحمل اسم عشيرة هو سليل مباشر من الزعماء. اتخذ العديد من رجال العشائر، رغم عدم ارتباطهم بالزعيم، لقب الزعيم كلقب لهم إما لإظهار التضامن، أو للحصول على الحماية الأساسية أو للحصول على القوت اللازم بشدة. كان معظم أتباع العشيرة مستأجرين، وفروا العمالة لزعماء العشيرة. خلافًا للاعتقاد الشائع، نادرًا ما يكون لرجال العشائر العاديين أي قرابة دم مع زعماء القبيلة، لكنهم اتخذوا أحيانًا لقب الرئيس كلقب لهم عندما أصبحت الألقاب شائعة الاشتخدام في القرنين السادس عشر والسابع عشر. وهكذا بحلول القرن الثامن عشر، ظهرت الأسطورة بأن العشيرة بأكملها تنحدر من سلف واحد، ربما استنادًا إلى الكلمة الغيلية الإسكتلندية كلان (Clann) التي تملك في الأصل معنى أساسي هو «الأطفال» أو «النسل».

## لمحة تاريخية

### الأصول
ادعت العديد من العشائر غالبًا امتلاكها مؤسسيين أسطوريين عززوا مكانتهم وأعطوا تصورًا رومانسيًا وممجدًا عن أصولهم. أعطت أقوى العشائر نفسها أصولًا تستند إلى الأساطير الأيرلندية. فمثلًا، كانت هناك ادعاءات بأن عشيرة دونالد انحدرت إما من كون، ملك أولستر في القرن الثاني، أو كوخولين، البطل الأسطوري لأولستر. بينما ادعت عدوتها السياسية، عشيرة كامبل أن سلفهم هو ديارميد الخنزير، المتأصل في دورة فينغاليان أو فينيان.
من ناحية أخرى، ادعت عشيرتي ماكينون وغريغور سلفًا من عائلة شيول ألبين، المنحدرين من ألبين، والد كينيث ماك ألبين، الذي وحد المملكة الإسكتلندية عام 843. يوجد اتحاد عشائر واحد فقط، يشمل عشيرة سويني، وعشيرة لامونت، وعشيرة ماكليه، وعشيرة ماكلاشلان وعشيرة ماكنيال يمكنه تتبع أسلافه حتى القرن الخامس، إلى نيال ذو التسع رهائن، الملك الأعلى لأيرلندا.
ولكن، في الحقيقة، نادرًا ما يمكن توثيق أسلاف العشائر إلى ما قبل القرن الحادي عشر، ولا يمكن العثور على استمرارية النسب في معظم الحالات حتى القرن الثالث عشر أو الرابع عشر.
كان ظهور العشائر مرتبطًا بالاضطرابات السياسية أكثر من الاثنية. خلق غزو التاج الإسكتلندي لأرغيل، وعزو الشماليون (الفايكنغ) الهبردس الخارجي (الجزر الغربية) في القرن الثالث عشر، الذي أعقب معاهدة صلح مورمير موراي والتمردات الشمالية في القرنين الثاني عشر والثالث عشر، الفرصة لأمراء الحرب لفرض هيمنتهم على العائلات المحلية التي قبلت حمايتهم. يمكن تصنيف هؤلاء الزعماء المحاربين إلى حد كبير بأنهم كلت. ولكن، تتراروح أصولهم من الغايلية إلى الإسكندنافية-الغايلية والبريطانية. بحلول القرن الرابع عشر، توافدت المزيد العشائر الذين تراوحت إثنيتهم بين النورمان أو الأنجلو نورمان والفلمنك، مثل عشيرة كاميرون، وعشيرة فريزر، وعشيرة مينزس، وعشيرة تشيزولم وعشيرة غرانت.
خلال حروب الاستقلال الإسكتلندية، قدم روبرت بروس حيازات إقطاعية، لاستغلال بسالة العشائر والسيطرة عليهم من خلال منح مواثيق للأراضي لكسب الدعم في القضية الوطنية ضد الإنجليز. فمثلًا، رفع عشيرة ماكدونالد فوق عشيرة ماكدوغال، وهما عشيرتان تقاسمتا نسبًا مشتركًا من أمير الحرب النرويجية-الغالية العظيم سومرليد من القرن الثاني عشر. وبالتالي، لم تكن علاقة العشيرة مجرد رابطة قوية من القرابة المحلية بل علاقة إقطاعية بالتاج الإسكتلندي. يميز هذا العنصر الإقطاعي، المعزز بالقانون الإسكتلندي، العلاقات العشائرية الإسكتلندية عن العلاقات القبلية الموجودة بين جماعات الشعوب الأصليين في أستراليا وأفريقيا والأمريكتين.

### الحروب الأهلية وحركة اليعاقبة
خلال حروب الممالك الثلاث بين عامي 1638 و1651، كانت جميع الأطراف «ملكية»، بمعنى أن ملكية الاعتقاد المشترك كانت ملهمة إلهيًا. كان الاختيار بين دعم تشارلز الأول أو حكومة المعاهدون، مدفوعًا إلى حد كبير بالنزاعات داخل النخبة الإسكتلندية. في عام 1639، كُلف السياسي المُعاهد أرغيل، زعيم عشيرة كامبل، بتفويض «النار والسيف»، الذي استخدمه للاستيلاء على أراضي عشيرة ماكدونالد في لوتشابر، والأراضي المملوكة لعشيرة أوغلفي في أنغوس. ونتيجةُ لذلك، دعمت العشيرتان حملة مونتروز الملكية في 1644-1645، على أمل استعادتها.
عندما استعاد تشارلز الثاني العرش عام 1660، أعاد قانون الإلغاء لعام 1661 الأساقفة إلى كنيسة إسكتلندا. دعم العديد من زعماء العشائر هذا لأنه ناسب الهيكل العشائري الهرمي وشجع على طاعة السلطة. استخدم تشارلز وشقيقه جيمس السابع رسوم المرتفعات، والمعروفة باسم «مضيف المرتفعات»، للسيطرة على المناطق التي تهيمن عليها عشيرة كامبل في الجنوب الغربي وقمع نهضة أرغيل لعام 1685. بحلول عام 1680، قُدر أنه كان هناك أقل من 16,000 كاثوليكي في إسكتلندا، محصورين في أجزاء أرستقراطية وعشائرية ناطقة باللغة الغيلية في المرتفعات والجزر.
عند خُلع جيمس في ثورة نوفمبر 1688 المجيدة، كان اختيار الأطراف انتهازيًا للغاية. دعمت مشيخة ماكلينز اليعاقبة لاستعادة أراضي مول المفقودة أمام عشيرة كامبل في سبعينيات القرن السابع عشر. حاول كيبوش ماكدونالدز الكاثوليك نهب بلدة إنفيرنيس الموالية لليعاقبة، ولم تُشترَ حتى تدخل دندي.
كانت مشاركة المرتفعات في نهضات اليعاقبة نتيجةً لبعدهم، ولنظام العشائر الإقطاعي الذي تطلب من المستأجرين تأدية الخدمة العسكرية. يُحدد المؤرخ فرانك ماكلين سبعة دوافع رئيسية في لحركة اليعاقبة، ويُعد دعم بيت ستيوارت هو الأقل أهمية. جاءت نسبة كبيرة من دعم اليعاقبة في عام 1745 من أهالي الأراضي المنخفضة الذين عارضوا اتحاد 1707، وأعضاء الكنيسة الأسقفية الإسكتلندية.
نصح غالبية زعماء العشائر في عام 1745، الأمير تشارلز بالعودة إلى فرنسا، بمن فيهم ماكدونالد سليت ونورمان ماكليود. عند وصولهم دون دعم عسكري فرنسي، شعروا أن تشارلز فشل في الوفاء بالتزاماته، واقتُرح أيضًا أن سليت وماكليود كانا عرضة للعقوبات الحكومية بسبب تورطهم في بيع المستأجرين بشكل غير قانوني في عبودية تعاقدية.
أُقنع ما فيه الكفاية، لكن الخيار نادرًا ما كان بسيطًا. تعهد لوشييل دونالد كاميرون بالالتزام بعد «تأمين كامل قيمة ممتلكاته إذا ثبت فشل النهضة»، بينما ساعد ماكليود وسليت تشارلز على الهرب بعد معركة كلودين.